# Deutsche Fußballnationalmannschaft der Frauen/Weltmeisterschaften
Der Artikel beinhaltet eine ausführliche Darstellung der deutschen Fußballnationalmannschaft der Frauen bei Weltmeisterschaften. Die deutsche Mannschaft konnte sich für alle WM-Endrunden qualifizieren und zweimal den Titel gewinnen.

## Die Nationalmannschaft bei Weltmeisterschaften

### Übersicht
| Jahr | Gastgeberland         | Teilnahme bis …  | Gegner                       | Ergebnis 1  | Bemerkungen und Besonderheiten |
| ---- | --------------------- | ---------------- | ---------------------------- | ----------- | --- |
| 1991 | Volksrepublik China   | Spiel um Platz 3 | Schweden                     | 4. Platz    | Deutschland gewinnt die Fair Play-Wertung |
| 1995 | Schweden              | Finale           | Norwegen                     | 2. Platz    | Erstmals Vizeweltmeister |
| 1999 | USA                   | Viertelfinale    | USA                          | 8.          | Aus im Viertelfinale nach zweimaliger Führung |
| 2003 | USA                   | Finale           | Schweden                     | Weltmeister | Nia Künzer köpft das Golden Goal, Birgit Prinz wird Torschützenkönigin und beste Spielerin                                                                                                   |
| 2007 | Volksrepublik China   | Finale           | Brasilien                    | Weltmeister | Deutschland hat den Titel ohne Gegentor verteidigt |
| 2011 | Deutschland           | Viertelfinale    | Japan                        | 6.          | Deutschland scheitert zum vierten Mal am späteren Weltmeister |
| 2015 | Kanada                | Spiel um Platz 3 | England                      | 4. Platz    | In der Gruppenphase traf die Mannschaft auf die Elfenbeinküste, Norwegen sowie Thailand und setzte sich als Gruppensieger durch. Niederlage im Halbfinale gegen den späteren Weltmeister USA |
| 2019 | Frankreich            | Viertelfinale    | Schweden                     | 5.          | Gruppengegner in Frankreich waren China, Spanien und Südafrika, gegen die jeweils ohne Gegentor gewonnen wurde.                                                                              |
| 2023 | Australien/Neuseeland | Vorrunde         | Marokko, Kolumbien, Südkorea | 17.         | In der Qualifikation traf die Mannschaft auf Portugal, Serbien, Israel, die Türkei und Bulgarien. Als Gruppendritter erstmals in der Vorrunde ausgeschieden.                                 |

### Statistik
(Angaben inkl. 2023: Neun Weltmeisterschaften)
- nicht teilgenommen: nie (0 %)
- qualifiziert: immer (100 %)
  - Vorrunde: einmal (11,1 %; 2023)
  - Viertelfinale: dreimal (33,3 %; 1999, 2011, 2019)
  - 4. Platz: zweimal (22,2 %; 1991, 2015)
  - 2. Platz: einmal (11,1 %; 1995)
  - Weltmeister: zweimal (22,2 %; 2003, 2007)

Deutschland ist die erste Nation, die sowohl im Männer- als auch im Frauenfußball Weltmeister wurde. Außer Deutschland gelang dies sonst nur noch Spanien.

## Die Turniere

### WM 1991 in der Volksrepublik China
Die deutsche Nationalmannschaft hatte sich als amtierender Europameister für die erste Weltmeisterschaft qualifiziert. Mit 18 Spielerinnen fuhr Bundestrainer Gero Bisanz in das „Reich der Mitte“. In der Vorrunde konnte die deutsche Elf drei Siege feiern und blieb dabei ohne Gegentor. Nigeria wurde 4:0, Taiwan mit 3:0 und Italien mit 2:0 besiegt. Im Viertelfinale hieß der Gegner Dänemark. Das Spiel war das erste der WM-Geschichte, welches in die Verlängerung ging. Die Bisanz-Elf setzte sich schließlich mit 2:1 durch. Gegner im Halbfinale war die Auswahl der USA, die eine Nummer zu groß für die deutsche Elf war. Zum Abschluss setzte es im Spiel um Platz drei eine 0:4-Niederlage gegen Schweden. Heidi Mohr bewies mit ihren sieben Turniertoren, dass sie zu den weltbesten Torjägerinnen ihrer Zeit gehörte.

### WM 1995 in Schweden
Erneut qualifizierte sich die deutsche Mannschaft als Europameister für die zweite Weltmeisterschaft. Zum ersten Mal fand die WM auf europäischen Boden statt. Die deutsche Mannschaft scheiterte im Finale an Norwegen.
Die deutsche Elf startete mit einem mühevollen 1:0-Sieg (Tor: Silvia Neid) über Japan in das Turnier. Im zweiten Gruppenspiel wartete der Gastgeber und es sah erst so aus, als ob die deutsche Mannschaft sich für die Niederlage im kleinen Finale von 1991 revanchieren könnte. Bettina Wiegmann und Ursula Lohn sorgten für die 2:0-Halbzeitführung. Nach dem Anschlusstreffer von Andersson konnten die Schwedinnen das Spiel in den letzten fünf Minuten noch drehen. Durch die Niederlage musste das letzte Gruppenspiel gegen Brasilien gewonnen werden. Mit einem fulminanten 6:1-Sieg sicherte sich die Elf von Gero Bisanz den Gruppensieg. Birgit Prinz erzielte dabei ihr erstes WM-Tor.
Im Viertelfinale traf Deutschland auf die englische Auswahl. Maren Meinert, Heidi Mohr und Martina Voss sorgten für einen ungefährdeten 3:0-Sieg. Schwerer wurde das Halbfinale gegen China. Die Chinesinnen machten in der Abwehr geschickt die Räume zu und erlaubten nur wenige Torchancen für die deutsche Mannschaft. Nach vielen vergeblichen Anläufen erzielte Bettina Wiegmann in der 79. Minute das erlösende 1:0. Somit erreichte die deutsche Elf erstmals das Finale gegen Norwegen. Ein norwegischer Doppelschlag kurz vor der Halbzeitpause durch Riise und Pettersen besiegelte die Finalniederlage.

### WM 1999 in den USA
Für die dritte Weltmeisterschaft setzte die UEFA erstmals Qualifikationsspiele an. Bis heute ist die UEFA der einzige Kontinentalverband, der separate WM-Qualifikationsspiele durchführt. Die DFB-Elf, die seit 1996 von Tina Theune-Meyer trainiert wird, musste nach einer überraschenden Niederlage gegen die Niederlande und einer weiteren Niederlage gegen Norwegen in die Relegation. In der Relegation machten die Deutschen bereits durch den 5:0-Hinspielsieg gegen die Ukraine alles klar.
Die deutsche Elf tat sich in der Vorrunde schwer. Zum Auftakt gab es ein glückliches Unentschieden gegen Italien. Im zweiten Spiel wurde WM-Debütant Mexiko mit 6:0 abgekanzelt. Inka Grings erzielte dabei als erste deutsche Spielerin drei Tore in einem WM-Spiel. Im letzten Gruppenspiel kam die Mannschaft nicht über ein 3:3 gegen Brasilien hinaus und wurde nur Gruppenzweiter. Im Viertelfinale traf man auf den Gastgeber und scheiterte an den eigenen Nerven. Trotz zweimaliger Führung (Brandi Chastain per Eigentor, Bettina Wiegmann) verlor die Theune-Meyer-Elf mit 2:3.

### WM 2003 in den USA

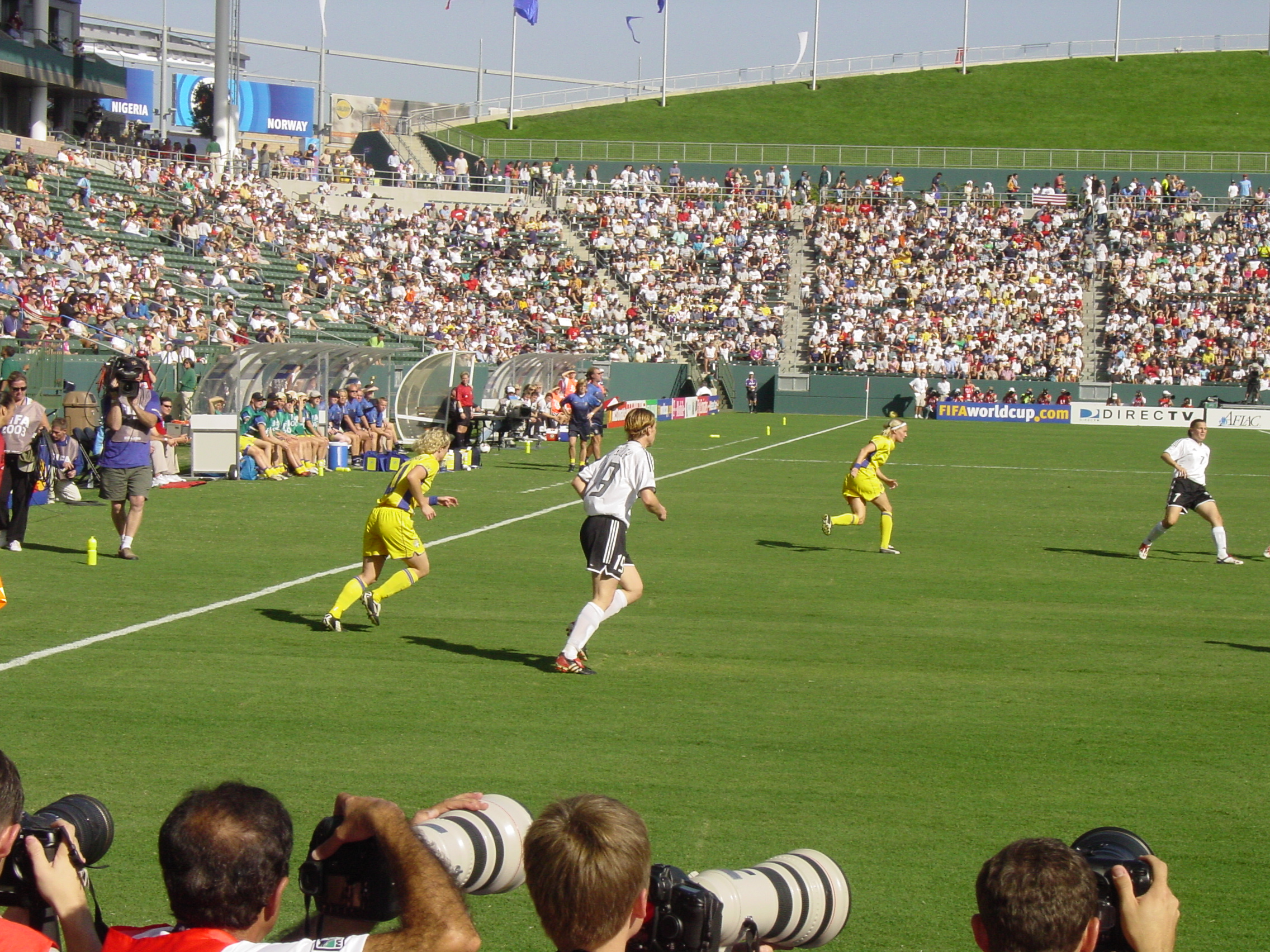
Szene im Finale Deutschland – Schweden

Bei der Weltmeisterschaft 2003 wurde die deutsche Nationalmannschaft erstmals Weltmeister. Damit wurde Deutschland die erste Nation, die sowohl im Männer- als auch im Frauenfußball einen Weltmeistertitel erringen konnte. Eigentlich sollte die WM wieder in der Volksrepublik China stattfinden. Wegen der SARS-Epidemie wurde das Turnier kurzfristig in die USA verlegt. Die deutsche Mannschaft behielt während der Qualifikation eine weiße Weste. Alle sechs Spiele wurden gewonnen und lediglich die Engländerin Rachel Yankey konnte ein Tor gegen die deutsche Elf erzielen.
Im ersten Vorrundenspiel traf die deutsche Mannschaft auf Kanada. Die Kanadierinnen gingen nach wenigen Minuten in Führung. Danach drehte die deutsche Mannschaft auf und kam zu einem 4:1-Sieg. Es folgte ein ungefährdeter 3:0-Sieg gegen Japan und zum Abschluss der Vorrunde ein 6:1-Sieg gegen Argentinien. Bei diesem Spiel erlitt Steffi Jones einen Kreuzbandriss und musste die Heimreise antreten.
Als Gruppensieger zog die DFB-Auswahl ins Viertelfinale. Die russische Auswahl wurde mit einem 7:1-Schützenfest nach Hause geschickt. Kerstin Garefrekes und Birgit Prinz erzielten dabei jeweils zwei Tore. Im Halbfinale hieß der Gegner wieder USA. In einem für viele Experten besten Frauenfußballspiel aller Zeiten konnte die deutsche Elf erfolgreich Revanche nehmen und zog durch einen 3:0-Sieg ins Finale ein. Im Endspiel traf die deutsche Mannschaft auf Schweden. Damit kam es zu einer Neuauflage des Finals der EM 2001. Kurz vor dem Halbzeitpfiff brachte Hanna Ljungberg die Trekroners in Führung. In der zweiten Halbzeit war nicht mal eine Minute gespielt, als Maren Meinert den Ausgleich erzielte. Nach regulärer Spielzeit stand es 1:1, so dass eine Verlängerung notwendig war. In der 98. Minute erhielt die deutsche Mannschaft einen Freistoß. Renate Lingor brachte das Leder in den Strafraum. Nia Künzer köpfte den Ball über die schwedische Torfrau Caroline Jönsson zum Golden Goal ins Tor, womit das Finale wie das EM-Finale zwei Jahre zuvor endete. Mit diesem Golden Goal war Deutschland Weltmeister.

### WM 2007 in der Volksrepublik China

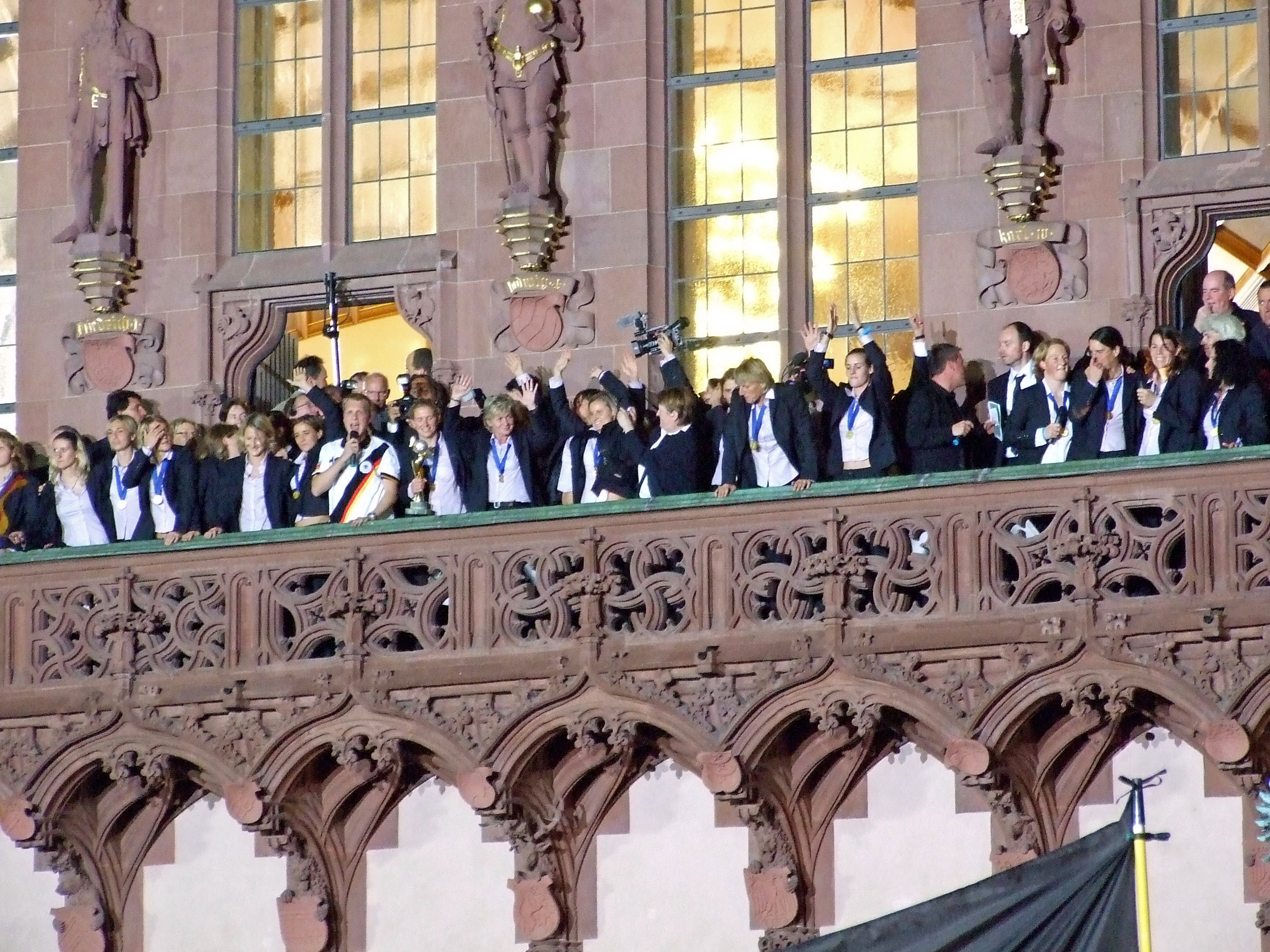
Empfang auf dem Römerbalkon nach dem Titelgewinn bei der WM 2007

In der Qualifikation konnte die deutsche Elf alle Spiele gewinnen und sich so souverän für die WM in China qualifizieren. Erstmals erhielt die Mannschaft eine Prämie für die erfolgreiche Qualifikation. Insgesamt 200.000 Euro wurden vom DFB ausgeschüttet. Die Weltmeisterschaft, bei der die deutsche Mannschaft in der Vorrunde auf Argentinien, England und Japan traf, wurde dann für die Deutsche Mannschaft zum Turnier der Superlative, denn sie stellte folgende Rekorde auf:
- Längste Serie ohne Niederlage (Frauen): 12 Spiele (je sechs 2003 und 2007), zuvor USA 11 Spiele (1995 (Spiel um Platz 3), 1999 (6) und 2003 (4))
- Längste Serie ohne Gegentor (Männer und Frauen): 6 Spiele (2007), zuvor Italien 5 Spiele bei den Männern (WM 1990) bzw. Deutschland (1991), Norwegen (1995), Schweden (1991), USA (1991 und 2003) und VR China (1999) mit je 3 Spielen bei den Frauen.
- Höchster WM-Sieg (Männer und Frauen) zum damaligen Zeitpunkt:[1] Mit dem 11:0 im Eröffnungsspiel gegen Argentinien wurden sowohl die vorherigen Rekorde bei den Frauen (Japan-Schweden 0:8, WM 1991 und Norwegen-Nigeria 8:0 WM 1995) als auch der Rekord bei den Männern (Ungarn-El Salvador 10:1 WM 1982) überboten. Es ist zudem das torreichste Eröffnungsspiel (Männer und Frauen) aller Zeiten.
- Erste Titelverteidigung eines Frauen-Weltmeisters
- Erster Titelgewinn (Frauen und Männer) ohne Gegentor
- Birgit Prinz wird WM-Rekordtorschützin der Frauen mit insgesamt 14 Toren (zuvor Michelle Akers/USA mit 12 Toren).
- Silvia Neid gelang es als erster Bundestrainerin (Frauen und Männer) bei ihrer ersten Weltmeisterschaft den Titel zu erringen.

Nach dem Rekordsieg zum Auftakt gegen Argentinien musste sich die Mannschaft zwar mit einem torlosen Remis gegen England begnügen, durch einen 2:0-Sieg gegen Japan konnte sich die Mannschaft aber ungefährdet für das Viertelfinale gegen Nordkorea qualifizieren, das sie mit 3:0 gewann. Auch das Halbfinale gegen Norwegen wurde mit 3:0 gewonnen. Im Finale gegen Brasilien standen sich dann zwei gleichwertige Mannschaften gegenüber, wobei die Brasilianerinnen mit Marta und Cristiane über die besseren Einzelspielerinnen verfügten, die deutsche Mannschaft aber homogener besetzt war und so letztlich das Finale mit 2:0 gewinnen konnte.

### WM 2011 in Deutschland

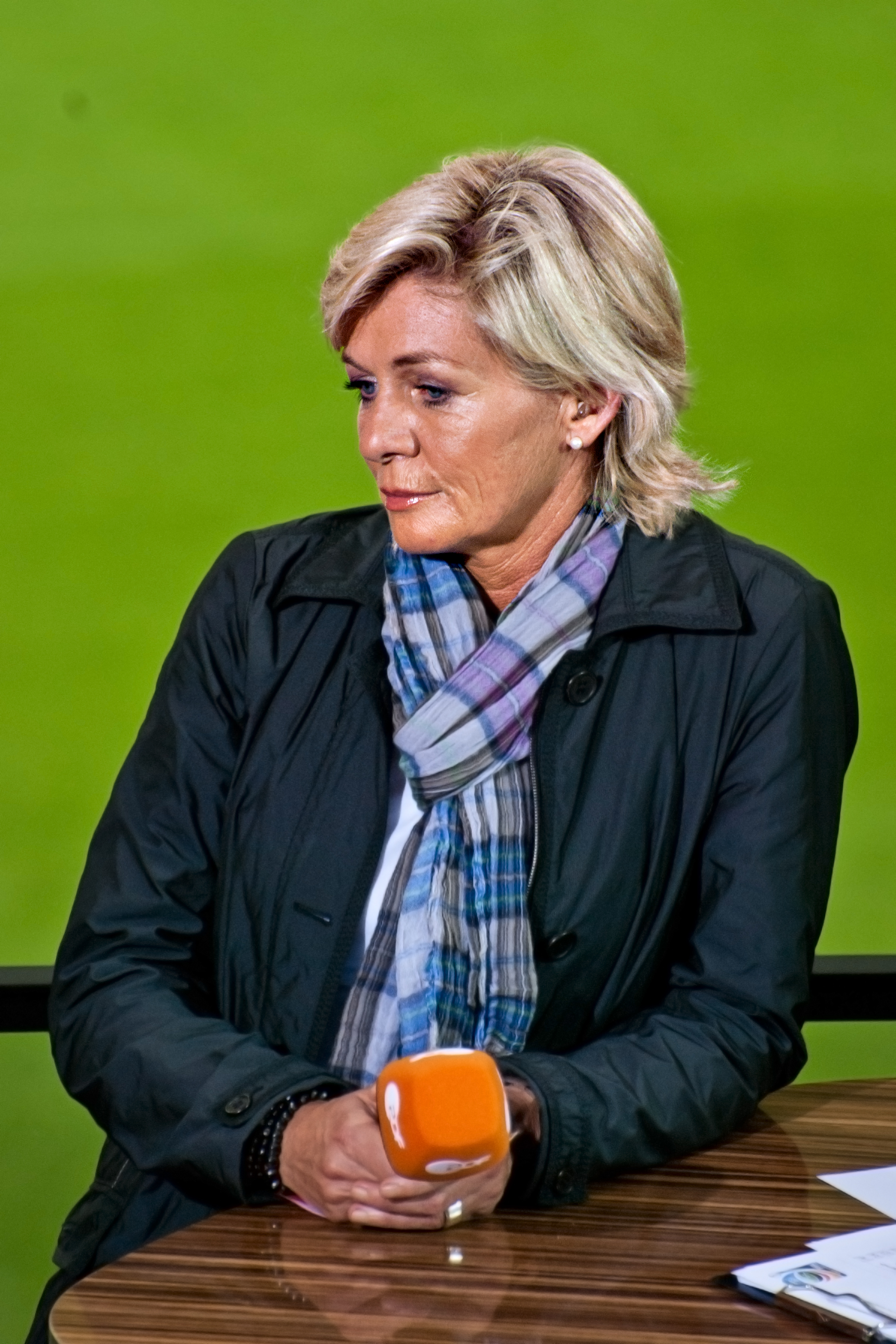
Bundestrainerin Silvia Neid nach dem Ausscheiden im Viertelfinale gegen Japan

Bei der Heim-WM wollte Deutschland als erstes Land zum dritten Mal in Folge den Titel gewinnen. Die Bundesliga-Saison wurde dafür schon Mitte März beendet, das Pokal-Finale Ende März ausgetragen. Der zunächst 26-köpfige Kader traf sich zu sieben Lehrgängen zwischen denen vier Testspiele gegen Mannschaften mit ähnlichen Spielstilen wie die Gruppengegner stattfanden. Dabei wechselte Silvia Neid insbesondere im Angriff immer wieder sie Startformation und auch während der Spiele bis zu sechs Spielerinnen ein. Alle Testspiele wurden ohne Gegentor gewonnen und dabei 15 Tore geschossen. Fünf davon schoss U-20-WM-Torschützenkönigin Alexandra Popp. Dennoch kam sie in den WM-Spielen nur als Einwechselspielerin zum Einsatz und blieb dabei ohne Torerfolg.
Im Eröffnungsspiel begann Deutschland mit einem 2:1-Sieg gegen Kanada. Dem folgte ein hart erkämpftes 1:0 gegen Afrikameister Nigeria. Nach diesen beiden Siegen stand der Viertelfinaleinzug fest. Bei beiden Spielen wurde Rekordnationalspielerin und Spielführerin Birgit Prinz jeweils ausgewechselt. Im abschließenden Gruppenspiel gegen Frankreich und auch im Viertelfinale kam sie nicht zum Einsatz. Konnte die deutsche Mannschaft im Spiel gegen Frankreich sich deutlich steigern und die zuvor ebenfalls zweimal siegreichen Französinnen mit 4:2 besiegen, so musste man gegen Japan die erste Niederlage nach 15 WM-Spielen ohne Niederlage hinnehmen und zum zweiten Mal nach 1999 schon nach dem Viertelfinale die Koffer packen. Es war die vierte Niederlage in einer WM-K.-o.-Runde gegen den späteren Weltmeister.
Nach dem Ausscheiden wurde insbesondere von Bernd Schröder Kritik an der zu langen Vorbereitungszeit sowie an der Taktik geübt. Für Schröder hatte die lange Vorbereitungszeit auch den Nachteil, dass die Nationalspielerinnen vom 1. FFC Turbine Potsdam nicht für die Vorbereitung auf das Champions-League-Finale zur Verfügung standen, das Potsdam Ende Mai mit 0:2 gegen Olympique Lyon verlor.
Birgit Prinz und Ariane Hingst, die beide mehr als 14 Jahre für Deutschland gespielt hatten, gaben unmittelbar nach der Niederlage gegen Japan ihren Rücktritt aus der Nationalmannschaft bekannt, der DFB stellte aber ein Abschiedsspiel in Aussicht, das für Birgit Prinz am 27. März 2012 stattfand. Silvia Neid wollte sich zunächst erst in ein paar Wochen zu ihrer Zukunft äußern. Bereits am 13. Juli gab die Bundestrainerin aber bekannt, dass sie ihren vor der WM bis 2016 verlängerten Vertrag erfüllen wolle und eine neue Mannschaft für die EM 2013 aufbauen möchte. Mit dieser konnte der EM-Titel verteidigt werden.
Mit der Niederlage und dem gleichzeitigen Halbfinaleinzug von Frankreich und Schweden wurde auch erstmals die Qualifikation für das olympische Fußballturnier der Frauen verpasst.
Am 23. bzw. 29. August 2011 gaben auch Ursula Holl und Kerstin Garefrekes ihren Abschied aus der Nationalmannschaft bekannt.
Nach dem Viertelfinal-Aus gegen Japan blieb die Mannschaft in 22 Spielen nacheinander ungeschlagen und verlor erst wieder im Finale des Algarve-Cup 2013 gegen die USA.

### WM 2015 in Kanada
In der Qualifikation, die im Herbst 2013 nach der EM in Schweden begann, traf die Mannschaft auf Russland, Irland, die Slowakei, Slowenien und Kroatien. Außer gegen Slowenien hatte die deutsche Mannschaft zuvor schon gegen alle anderen Gruppengegner gespielt und auch noch kein Spiel gegen diese verloren, wobei nur Russland bereits Tore gegen die deutsche Mannschaft erzielen konnte. Zuletzt traf Deutschland, das häufigster Gegner der russischen Mannschaft ist, im August 2009 in einem Testspiel für die EM 2009 auf Russland und gewann in Bochum mit 3:1. Gegen die Slowakei fanden im Rahmen der Qualifikation für die EM 1997 in den Jahren 1995 und 1996 zwei Spiele statt, Kroatien war Gegner in der Qualifikation für die EM 1995 und gegen Irland trat die Mannschaft zweimal in der Qualifikation für die WM 2007 an. Außer Russland konnte sich zuvor noch keiner der Gruppengegner für eine WM- oder EM-Endrunde qualifizieren.
Die deutsche Mannschaft traf gleich im ersten Spiel am 21. September 2013 auf Russland und fügte Russland beim 9:0 die höchste Niederlage zu, die mitentscheidend war, dass Russland am Ende die Playoffspiele der besten Gruppenzweiten verpasste. Danach kam es am 26. Oktober zur erstmaligen Begegnung mit Slowenien, wobei der deutschen Mannschaft mit dem 13:0 in Slowenien der höchste Sieg in einer WM-Qualifikation und der höchste Auswärtssieg gelang. Auch die folgenden Spiele wurden ohne Gegentor gewonnen, so dass die deutsche Mannschaft mit fünf Siegen und 40:0 Toren in die Winterpause ging. Die Qualifikation wurde am 5. April 2014 mit dem Spiel in Irland fortgesetzt, wobei die deutsche Mannschaft beim 3:2-Sieg die ersten Gegentore hinnehmen musste. Für die deutsche Mannschaft endete die Qualifikation am 17. September 2014 mit einem 2:0-Sieg im Heimspiel gegen Irland. Deutschland gewann alle 10 Spiele und qualifizierte sich vorzeitig am 13. September für die WM.
Da die WM in Kanada auf Kunstrasen ausgetragen werden soll, wogegen sich mehrere Spielerinnen ausgesprochen haben, bestritt die deutsche Mannschaft am 29. Oktober 2014 in der Behrn Arena in Örebro gegen Schweden ein Testspiel auf Kunstrasen, das mit 2:1 gewonnen wurde. Zuvor wurde ein Testspiel gegen Frankreich in Offenbach am Main mit 0:2 verloren und danach am 23. November im Londoner Wembley-Stadion gegen England mit 3:0 gewonnen.
Bei der Gruppenauslosung in Ottawa (Kanada) am 6. Dezember 2014 wurden Deutschland, das zuvor als Gruppenkopf der Gruppe B gesetzt wurde, als Gegner zugelost: Elfenbeinküste, Norwegen und Thailand.
Deutschland setzte gleich im ersten Spiel gegen die Elfenbeinküste mit einem 10:0, dem zweithöchsten WM-Sieg ein Zeichen. Gegen den EM-Finalgegner Norwegen dominierten sie die erste Halbzeit, schossen aber nur ein Tor und mussten in der zweiten Halbzeit den Ausgleich hinnehmen. Auch gegen körperlich unterlegene Thailänderinnen waren sie die spielbestimmende Mannschaft, konnten aber nur vier Tore schießen. Dennoch wurden sie mit der besseren Tordifferenz Gruppensieger, da Norwegen das mit dem gleichen Ergebnis gegen Thailand gewonnen hatte, gegen die Elfenbeinküste nur ein 3:1 erreichte. Im Achtelfinale wurde dann Schweden mit 4:1 besiegt, wobei die schwedische Torhüterin noch deren beste Spielerin war. Im Viertelfinale gegen starke Französinnen konnten sich die DFB-Elf erst im Elfmeterschießen durchsetzen, gegen die USA war dann im Halbfinale die Treffsicherheit vom Elfmeterpunkt weg, so dass das Spiel mit 0:2 verloren wurde. Im kleinen Finale wurde dann auch erstmals gegen England verloren, das zuvor nie über das Viertelfinale hinausgekommen war.

### WM 2019 in Frankreich
In der Qualifikation, die im Herbst 2017 nach der EM in den Niederlanden begann, traf die Mannschaft auf Island, Tschechien, erstmals die Färöer und Slowenien. Die deutsche Mannschaft, die erstmals bei der EM im Viertelfinale ausschied und bei der anschließend Anja Mittag ihren Rücktritt erklärt hatte, traf im ersten Spiel auf Slowenien und gewann mit 6:0. Dabei machte Simone Laudehr, die ein Jahr aufgrund von Verletzungen nicht eingesetzt werden konnte, ihr 100. Länderspiel. Drei Tage später reichte es in Tschechien nur zu einem mühsamen 1:0-Sieg, begünstigt durch ein Eigentor einer tschechischen Spielerin. Im dritten Spiel verlor die Mannschaft mit 2:3 und damit erstmals nach 14 siegreichen Spielen gegen Island sowie erstmals ein Heimspiel in der WM-Qualifikation. Die Mannschaft fiel dadurch in der Tabelle auf den dritten Platz zurück, konnte die Spitzenposition aber vier Tage später durch ein 11:0 gegen die Färöer, bei dem Hasret Kayikçi die letzten vier Tore erzielte, bei gleichzeitiger Punkteteilung zwischen Island und Tschechien, zurückerobern. Eine Woche nachdem die Mannschaft beim SheBelieves Cup 2018 sieglos blieb und nur den letzten Platz belegte, wurde Bundestrainerin Steffi Jones entlassen. Zunächst nur für die beiden Qualifikationsspiele im April übernahm Horst Hrubesch das Amt des Frauen-Bundestrainers, sein Einsatz wurde aber verlängert, nachdem mit Martina Voss-Tecklenburg, derzeit Trainerin der Schweiz, vereinbart wurde, dass sie das Amt nach Abschluss der WM-Qualifikation übernimmt. Unter Hrubesch wurden die restlichen vier Qualifikationsspiele ohne Gegentor gewonnen, darunter mit 2:0 das Rückspiel in Island. Damit hatten sie gegen Island den direkten Vergleich aufgrund der mehr erzielten Tore gewonnen und da die Isländerinnen auch das zweite Spiel gegen Tschechien nicht gewinnen konnte, wurde Deutschland Gruppensieger und Island verpasste auch die Playoffspiele der besten Gruppenzweiten um den letzten europäischen WM-Startplatz.
Bei der WM-Endrunde waren China und Spanien sowie erstmals Südafrika die Gegner der Gruppenphase. Mit drei Siegen ohne Gegentor wurde das Achtelfinale erreicht. Hier wurde Afrikameister Nigeria mit 3:0 geschlagen. Im Viertelfinale wurde nach 24 Jahren wieder ein Pflichtspiel gegen Schweden verloren. Zwar brachte Lina Magull die deutsche Mannschaft in der 16. Minute in Führung, diese hielt aber nur sechs Minuten. Kurz nach der Halbzeitpause konnten die Schwedinnen eine Abwehrschwäche der deutschen Mannschaft nutzen und den Siegtreffer erzielen.

### WM 2023 in Australien und Neuseeland
Für die Fußball-Weltmeisterschaft der Frauen 2023, die in Australien und Neuseeland stattfinden soll, musste sich die deutsche Mannschaft in einer Qualifikationsgruppe mit Portugal, Serbien, Israel, der Türkei und Bulgarien qualifizieren. Bulgarien, das an der letzten WM-Qualifikation und den beiden letzten EM-Qualifikationen nicht teilgenommen hatte, war Gegner in der EM-Qualifikation 1991, Portugal in der WM-Qualifikation 2003 und EM-Qualifikation 2005, die Türkei in den	EM-Qualifikationen 2013 und 2017. Gegen Israel und Serbien wurde erstmals gespielt. Die deutsche Mannschaft begann die Qualifikation im Herbst 2021 mit sechs Siegen und konnte dann auch das erste Qualifikationsspiel im Jahr 2022 gewinnen, verlor dann aber in Serbien und damit erstmals seit 2017 wieder ein Qualifikationsspiel sowie erstmals seit 1998 wieder auswärts ein Qualifikationsspiel. Mit einem Sieg oder Remis hätte sich die Mannschaft vorzeitig qualifizieren können. So ging es zunächst zur EM nach England, wo die Mannschaft eine überzeugende Leistung bot und erst im Finale gegen die Gastgeberinnen nach Verlängerung verlor. Im vorletzten Qualifikationsspiel, knapp einen Monat nach dem EM-Finale, wurde dann mit einem 3:0-Sieg in der Türkei die Qualifikation perfekt gemacht und auch das letzte Spiel in Bulgarien gewonnen (8:0).
Bei der Auslosung am 22. Oktober 2022 wurden der deutschen Mannschaft Marokko, Kolumbien und Südkorea zugelost. Die drei Mannschaften wurden – wie auch die deutsche Mannschaft – bei den jeweiligen Kontinentalmeisterschaften, die für die drei Mannschaften als Qualifikation dienten, jeweils Vizemeister, wobei Marokko und Kolumbien Gastgeber ihrer Meisterschaft waren. Gegen keine der drei Mannschaften wurde zuvor gespielt. Alle Spiele bestritt die deutsche Mannschaft in Australien. Nach einem klaren 6:0-Sieg zum Auftakt gegen Marokko, setzte es gegen Kolumbien eine 1:2-Niederlage. Das Siegtor der Kolumbianerinnen fiel dabei erst in der Nachspielzeit der zweiten Halbzeit. Im letzten Gruppenspiel kam die deutsche Mannschaft nicht über 1:1 gegen Südkorea hinaus, so dass Marokko mit einem 1:0-Sieg gegen Tabellenführer Kolumbien noch in der Tabelle vorbeiziehen konnte und die Deutschen auf Platz 3 verdrängte. Damit schied zum ersten Mal bei einer Frauen-Fußballweltmeisterschaft eine deutsche Mannschaft bereits in der Vorrunde aus.

### WM 2027
Um die Austragung der WM 2027 bewirbt sich der DFB gemeinsam mit dem KBVB und dem KNVB.

## Statistiken

### Spielerinnen
Fett gesetzte Spielerinnen standen im Kader für die WM 2023.
| Name                     | Turniere                     | Spiele | Tore | Gelb | Gelb-Rot | Rot |
| ------------------------ | ---------------------------- | ------ | ---- | ---- | -------- | --- |
| Birgit Prinz             | 1995, 1999, 2003, 2007, 2011 | 24     | 14   | 0    | 0        | 0   |
| Bettina Wiegmann         | 1991, 1995, 1999, 2003       | 22     | 11   | 0    | 0        | 0   |
| Alexandra Popp           | 2011, 2015, 2019, 2023       | 18     | 7    | 2    | 0        | 0   |
| Nadine Angerer           | 2007, 2011, 2015             | 17     | 0    | 0    | 0        | 0   |
| Ariane Hingst            | 1999, 2003, 2007, 2011       | 17     | 1    | 0    | 0        | 0   |
| Maren Meinert            | 1995, 1999, 2003             | 16     | 6    | 2    | 0        | 0   |
| Kerstin Garefrekes       | 2003, 2007, 2011             | 16     | 8    | 2    | 0        | 0   |
| Annike Krahn             | 2007, 2011, 2015             | 15     | 1    | 3    | 0        | 0   |
| Simone Laudehr           | 2007, 2011, 2015             | 15     | 3    | 3    | 0        | 0   |
| Renate Lingor            | 1999, 2003, 2007             | 15     | 5    | 0    | 0        | 0   |
| Sandra Minnert           | 1995, 1999, 2003, 2007       | 14     | 2    | 1    | 0        | 0   |
| Melanie Behringer        | 2007, 2011, 2015             | 13     | 3    | 0    | 0        | 0   |
| Sara Däbritz             | 2015, 2019, 2023             | 13     | 5    | 0    | 0        | 0   |
| Kerstin Stegemann        | 1999, 2003, 2007             | 13     | 1    | 0    | 0        | 0   |
| Heidi Mohr               | 1991, 1995                   | 12     | 10   | 0    | 0        | 0   |
| Sandra Smisek            | 1995, 1999, 2003, 2007       | 12     | 4    | 0    | 0        | 0   |
| Martina Voss-Tecklenburg | 1991, 1995, 1999             | 12     | 1    | 0    | 0        | 0   |
| Linda Bresonik           | 2003, 2007, 2011             | 11     | 0    | 1    | 0        | 0   |
| Melanie Leupolz          | 2015, 2019, 2023             | 11     | 2    | 1    | 0        | 0   |
| Célia Šašić              | 2011, 2015                   | 11     | 8    | 0    | 0        | 0   |
| Pia Wunderlich           | 1995, 1999, 2003             | 11     | 1    | 1    | 0        | 0   |
| Birgitt Austermühl       | 1991, 1995                   | 10     | 0    | 0    | 0        | 0   |
| Saskia Bartusiak         | 2007, 2011, 2015             | 10     | 0    | 3    | 0        | 0   |
| Doris Fitschen           | 1991, 1999                   | 10     | 0    | 2    | 0        | 0   |
| Silke Rottenberg         | 1999, 2003                   | 10     | 0    | 0    | 0        | 0   |
| Lena Goeßling            | 2011, 2015, 2019             | 9      | 0    | 2    | 0        | 0   |
| Inka Grings              | 1999, 2011                   | 8      | 5    | 0    | 0        | 0   |
| Svenja Huth              | 2019, 2023                   | 8      | 0    | 1    | 0        | 0   |
| Anja Mittag              | 2007, 2015                   | 8      | 5    | 1    | 0        | 0   |
| Fatmire Bajramaj         | 2007, 2011                   | 7      | 0    | 2    | 0        | 0   |
| Sara Doorsoun-Khajeh     | 2019, 2023                   | 7      | 0    | 0    | 0        | 0   |
| Steffi Jones             | 1999, 2003                   | 7      | 1    | 0    | 0        | 0   |
| Lina Magull              | 2019, 2023                   | 7      | 2    | 1    | 0        | 0   |
| Dzsenifer Marozsán       | 2015, 2019                   | 7      | 1    | 0    | 0        | 0   |
| Martina Müller           | 2003, 2007                   | 7      | 3    | 0    | 0        | 0   |
| Silvia Neid              | 1991, 1995                   | 7      | 3    | 0    | 0        | 0   |
| Babett Peter             | 2011, 2015                   | 7      | 0    | 1    | 0        | 0   |
| Lea Schüller             | 2019, 2023                   | 7      | 2    | 0    | 0        | 0   |
| Anouschka Bernhard       | 1995                         | 6      | 1    | 0    | 0        | 0   |
| Roswitha Bindl           | 1991                         | 6      | 0    | 0    | 0        | 0   |
| Klara Bühl               | 2019, 2023                   | 6      | 1    | 0    | 0        | 0   |
| Manuela Goller           | 1995                         | 6      | 0    | 0    | 0        | 0   |
| Gudrun Gottschlich       | 1991                         | 6      | 1    | 0    | 0        | 0   |
| Stefanie Gottschlich     | 2003                         | 6      | 1    | 0    | 0        | 0   |
| Marina Hegering          | 2019, 2023                   | 6      | 0    | 1    | 0        | 0   |
| Marion Isbert            | 1991                         | 6      | 0    | 0    | 0        | 0   |
| Tabea Kemme              | 2015                         | 6      | 0    | 0    | 0        | 0   |
| Ursula Lohn              | 1995                         | 6      | 1    | 0    | 0        | 0   |
| Leonie Maier             | 2015, 2019                   | 6      | 0    | 1    | 0        | 0   |
| Lena Oberdorf            | 2019, 2023                   | 6      | 0    | 2    | 0        | 0   |
| Dagmar Pohlmann          | 1995                         | 6      | 0    | 0    | 0        | 0   |
| Patricia Brocker         | 1995                         | 5      | 0    | 0    | 0        | 0   |
| Giulia Gwinn             | 2019                         | 5      | 1    | 0    | 0        | 0   |
| Kathrin Hendrich         | 2019, 2023                   | 5      | 0    | 0    | 0        | 0   |
| Frauke Kuhlmann          | 1991                         | 5      | 0    | 0    | 0        | 0   |
| Almuth Schult            | 2019                         | 5      | 0    | 0    | 0        | 0   |
| Britta Unsleber          | 1991                         | 5      | 0    | 0    | 0        | 0   |
| Beate Wendt              | 1991                         | 5      | 0    | 0    | 0        | 0   |
| Petra Damm               | 1991                         | 4      | 0    | 0    | 0        | 0   |
| Nia Künzer               | 2003                         | 4      | 1    | 1    | 0        | 0   |
| Jutta Nardenbach         | 1991                         | 4      | 0    | 0    | 0        | 0   |
| Christine Paul           | 1991                         | 4      | 0    | 0    | 0        | 0   |
| Bianca Schmidt           | 2011, 2015                   | 4      | 0    | 0    | 0        | 0   |
| Carolin Simon            | 2019                         | 4      | 0    | 0    | 0        | 0   |
| Nicole Anyomi            | 2023                         | 3      | 0    | 0    | 0        | 0   |
| Jule Brand               | 2023                         | 3      | 0    | 0    | 0        | 0   |
| Merle Frohms             | 2023                         | 3      | 0    | 0    | 0        | 0   |
| Chantal Hagel            | 2023                         | 3      | 0    | 0    | 0        | 0   |
| Melanie Hoffmann         | 1995, 1999                   | 3      | 0    | 0    | 0        | 0   |
| Kim Kulig                | 2011                         | 3      | 0    | 1    | 0        | 0   |
| Lena Lotzen              | 2015                         | 3      | 0    | 0    | 0        | 0   |
| Monika Meyer             | 1999                         | 3      | 0    | 0    | 0        | 0   |
| Lena Petermann           | 2015                         | 3      | 2    | 0    | 0        | 0   |
| Verena Schweers          | 2019                         | 3      | 0    | 0    | 0        | 0   |
| Jennifer Cramer          | 2015                         | 2      | 0    | 0    | 0        | 0   |
| Linda Dallmann           | 2019                         | 2      | 0    | 0    | 0        | 0   |
| Lena Lattwein            | 2023                         | 2      | 0    | 0    | 0        | 0   |
| Petra Wimbersky          | 2007                         | 2      | 0    | 0    | 0        | 0   |
| Tina Wunderlich          | 1995, 1999                   | 2      | 0    | 1    | 0        | 0   |
| Pauline Bremer           | 2015                         | 1      | 0    | 0    | 0        | 0   |
| Laura Freigang           | 2023                         | 1      | 0    | 0    | 0        | 0   |
| Sonja Fuss               | 2003                         | 1      | 0    | 0    | 0        | 0   |
| Sandra Hengst            | 1991                         | 1      | 0    | 0    | 0        | 0   |
| Josephine Henning        | 2015                         | 1      | 0    | 0    | 0        | 0   |
| Michaela Kubat           | 1991                         | 1      | 0    | 0    | 0        | 0   |
| Sydney Lohmann           | 2023                         | 1      | 0    | 0    | 0        | 0   |
| Claudia Müller           | 1999                         | 1      | 0    | 0    | 0        | 0   |
| Viola Odebrecht          | 2003                         | 1      | 0    | 0    | 0        | 0   |
| Conny Pohlers            | 2003                         | 1      | 1    | 0    | 0        | 0   |
| Felicitas Rauch          | 2023                         | 1      | 0    | 0    | 0        | 0   |
| Elke Walther             | 1991                         | 1      | 0    | 0    | 0        | 0   |

Bislang (Stand 3. August 2023) wurde 91 Spielerinnen bei Weltmeisterschaften eingesetzt. Bettina Wiegmann hatte bis 2007 als einzige Spielerin an vier Weltmeisterschaften teilgenommen. Bei der WM 2007 konnten Sandra Minnert, Sandra Smisek und Birgit Prinz gleichziehen. Prinz nahm 2011 als erste deutsche Spielerin zum fünften Mal an einer WM teil. 32 Spielerinnen erzielten insgesamt 119 Tore. Dazu kommen zwei Eigentore. Simone Laudehr war bis 2015 die einzige Spielerin, die wegen zweier gelber Karten in einem Turnier für ein Spiel gesperrt war. Saskia Bartusiak war im Viertelfinale 2015 die nächste. Bisher wurde noch keine deutsche Spielerin vom Platz gestellt.
Katja Kraus (1995), Claudia Klein (1995), Christine Francke (1995), Nicole Brandebusemeyer (1999), Ursula Holl (2007, 2011), Laura Benkarth (2015, 2019), Johanna Elsig (2019), Turid Knaak (2019), Ann-Katrin Berger (2023), Stina Johannes (2023) und Sophia Kleinherne (2023), sind die einzigen Spielerinnen, die in WM-Kadern standen, aber nicht zum Einsatz kamen.

### Spiele
Deutschland bestritt bisher 47 WM-Spiele, davon wurden 31 gewonnen (davon die beiden ersten zweistelligen Siege), 10 verloren und 6 endeten remis – davon vier gegen europäische Mannschaften. Fünfmal gingen Spiele in die Verlängerung, da ein Sieger ermittelt werden musste. Davon wurden drei gewonnen (einmal durch Golden Goal, einmal im Elfmeterschießen und einmal normal) und zwei wurden verloren – in beiden Fällen war es die erste Niederlage überhaupt gegen den jeweiligen Gegner.
Häufigste Gegner waren Schweden (5-mal), Japan und die USA (je 4-mal).
Deutschland nahm zweimal (2007 und 2011) am Eröffnungsspiel der WM teil, nur China, Kanada und Norwegen kommen auch auf zwei Eröffnungsspiele. Deutschland hatte bisher vier Heimspiele und spielte zweimal (1999 und 2003) gegen den Gastgeber. Fünfmal war gegen den späteren Weltmeister Endstation: 1991 (HF), 1999 (VF) und 2015 (HF) gegen die USA, 1995 im Finale gegen Norwegen und 2011 im Viertelfinale gegen Japan.
| Alle WM-Spiele |                    |                      |                   |                        |                          | |
| Nr.            | Datum              | Ergebnis             | Gegner            | Austragungsort         | Anlass                   | Bemerkungen |
| 1              | 17. November 1991  | 4:0                  | Nigeria           | Jiangmen (CHN)         | Vorrunde                 | Erstes Länderspiel und erstes WM-Spiel gegen Nigeria |
| 2              | 19. November 1991  | 3:0                  | Chinesisch Taipeh | Zhongshan (CHN)        | Vorrunde                 | Erstes Länderspiel und erstes WM-Spiel gegen Taiwan |
| 3              | 21. November 1991  | 2:0                  | Italien           | Zhongshan (CHN)        | Vorrunde                 | Erstes WM-Spiel gegen Italien |
| 4              | 24. November 1991  | 2:1 n. V.            | Dänemark          | Zhongshan (CHN)        | Viertelfinale            | Erstes WM-Spiel gegen Dänemark |
| 5              | 27. November 1991  | 2:5                  | USA               | Guangzhou (CHN)        | Halbfinale               | Erstes WM-Spiel gegen die USA |
| 6              | 29. November 1991  | 0:4                  | Schweden          | Guangzhou (CHN)        | Spiel um Platz 3         | Erstes Länderspiel, erstes WM-Spiel und höchste Niederlage gegen Schweden |
| 7              | 5. Juni 1995       | 1:0                  | Japan             | Karlstad (SWE)         | Vorrunde                 | Erstes WM-Spiel gegen Japan |
| 8              | 7. Juni 1995       | 2:3                  | Schweden          | Helsingborg (SWE)      | Vorrunde                 | |
| 9              | 9. Juni 1995       | 6:1                  | Brasilien         | Karlstad (SWE)         | Vorrunde                 | Erstes Länderspiel, erstes WM-Spiel und höchster Sieg gegen Brasilien Bis zum 26. September 1999 eine der beiden höchsten Niederlagen für Brasilien                                       |
| 10             | 13. Juni 1995      | 3:0                  | England           | Västerås (SWE)         | Viertelfinale            | Erstes WM-Spiel gegen England |
| 11             | 15. Juni 1995      | 1:0                  | China             | Helsingborg (SWE)      | Halbfinale               | Erstes WM-Spiel gegen China 100. Länderspiel von Silvia Neid |
| 12             | 18. Juni 1995      | 0:2                  | Norwegen          | Stockholm (SWE)        | Finale                   | Erstes WM-Spiel gegen Norwegen |
| 13             | 20. Juni 1999      | 1:1                  | Italien           | Los Angeles (USA)      | Vorrunde                 | |
| 14             | 24. Juni 1999      | 6:0                  | Mexiko            | Portland (USA)         | Vorrunde                 | Erstes Länderspiel, erstes WM-Spiel und höchster Sieg gegen Mexiko |
| 15             | 27. Juni 1999      | 3:3                  | Brasilien         | Washington, D.C. (USA) | Vorrunde                 | 100. Länderspiel von Bettina Wiegmann |
| 16             | 1. Juli 1999       | 2:3                  | USA               | Washington, D.C. (USA) | Viertelfinale            | |
| 17             | 20. September 2003 | 4:1                  | Kanada            | Columbus (USA)         | Vorrunde                 | Erstes WM-Spiel gegen Kanada |
| 18             | 24. September 2003 | 3:0                  | Japan             | Columbus (USA)         | Vorrunde                 | Einer der beiden höchsten Siege gegen Japan 150. Länderspiel von Bettina Wiegmann |
| 19             | 27. September 2003 | 6:1                  | Argentinien       | Washington, D.C. (USA) | Vorrunde                 | Erstes Länderspiel und erstes WM-Spiel gegen Argentinien 100. Länderspiel von Sandra Minnert                                                                                              |
| 20             | 2. Oktober 2003    | 7:1                  | Russland          | Portland (USA)         | Viertelfinale            | Erstes WM-Spiel gegen Russland |
| 21             | 5. Oktober 2003    | 3:0                  | USA               | Portland (USA)         | Halbfinale               | Höchster Sieg gegen die USA Bis zum 27. September 2007 eine der beiden höchsten Niederlagen der USA                                                                                       |
| 22             | 12. Oktober 2003   | 2:1 n. GG.           | Schweden          | Carson (USA)           | Finale                   | Deutschland wird zum ersten Mal Weltmeister Entscheidung durch Golden Goal von Nia Künzer 154. und letztes Länderspiel von Bettina Wiegmann 92. und letztes Länderspiel von Maren Meinert |
| 23             | 10. September 2007 | 11:0                 | Argentinien       | Shanghai (CHN)         | Vorrunde                 | Höchster Sieg einer europäischen gegen eine südamerikanische Mannschaft Höchste Niederlage für Argentinien                                                                                |
| 24             | 14. September 2007 | 0:0                  | England           | Shanghai (CHN)         | Vorrunde                 | |
| 25             | 17. September 2007 | 2:0                  | Japan             | Hangzhou (CHN)         | Vorrunde                 | 200. Länderspielsieg |
| 26             | 22. September 2007 | 3:0                  | Nordkorea         | Wuhan (CHN)            | Viertelfinale            | Erstes Länderspiel, erstes WM-Spiel und einer der beiden höchsten Siege gegen Nordkorea                                                                                                   |
| 27             | 26. September 2007 | 3:0                  | Norwegen          | Tianjin (CHN)          | Halbfinale               | |
| 28             | 30. September 2007 | 2:0                  | Brasilien         | Shanghai (CHN)         | Finale                   | Deutschland wird zum zweiten Mal Weltmeister |
| 29             | 26. Juni 2011      | 2:1                  | Kanada            | Berlin                 | Vorrunde/Eröffnungsspiel | Bis zum 9. August 2012 höchste Zuschauerzahl bei einem Frauenländerspiel in Europa (73.680)                                                                                               |
| 30             | 30. Juni 2011      | 1:0                  | Nigeria           | Frankfurt am Main      | Vorrunde                 | 100. Länderspiel von Nadine Angerer 214. und letztes Länderspiel von Birgit Prinz |
| 31             | 5. Juli 2011       | 4:2                  | Frankreich        | Mönchengladbach        | Vorrunde                 | Erstes WM-Spiel gegen Frankreich 174. und letztes Länderspiel von Ariane Hingst |
| 32             | 9. Juli 2011       | 0:1 n. V.            | Japan             | Wolfsburg              | Viertelfinale            | Erste Niederlage gegen Japan 130. und letztes Länderspiel von Kerstin Garefrekes |
| 33             | 7. Juni 2015       | 10:0                 | Elfenbeinküste    | Ottawa (CAN)           | Vorrunde                 | Erstes Länderspiel und erstes WM-Spiel gegen die Elfenbeinküste Melanie Behringer erzielt das 100. WM-Tor für Deutschland                                                                 |
| 34             | 11. Juni 2015      | 1:1                  | Norwegen          | Ottawa (CAN)           | Vorrunde                 | |
| 35             | 15. Juni 2015      | 4:0                  | Thailand          | Winnipeg (CAN)         | Vorrunde                 | Erstes Länderspiel und erstes WM-Spiel gegen Thailand |
| 36             | 20. Juni 2015      | 4:1                  | Schweden          | Ottawa (CAN)           | Achtelfinale             | |
| 37             | 26. Juni 2015      | 1:1 n. V.; 5:4 i. E. | Frankreich        | Montreal (CAN)         | Viertelfinale            | |
| 38             | 30. Juni 2015      | 0:2                  | USA               | Montreal (CAN)         | Halbfinale               | |
| 39             | 4. Juli 2015       | 0:1 n. V.            | England           | Edmonton (CAN)         | Spiel um Platz 3         | Erste Niederlage gegen England 146. und letztes Länderspiel von Nadine Angerer 111. und letztes Länderspiel von Célia Šašić                                                               |
| 40             | 08.06.2019         | 1:0                  | China             | Rennes (FRA)           | Vorrunde                 | |
| 41             | 12.06.2019         | 1:0                  | Spanien           | Valenciennes (FRA)     | Vorrunde                 | Erstes WM-Spiel gegen Spanien 106. und letztes Länderspiel von Lena Goeßling |
| 42             | 17.06.2019         | 4:0                  | Südafrika         | Montpellier (FRA)      | Vorrunde                 | Erstes Länderspiel und erstes WM-Spiel gegen Südafrika 250. Länderspiel ohne Gegentor |
| 43             | 22.06.2019         | 3:0                  | Nigeria           | Grenoble (FRA)         | Achtelfinale             | 100. Länderspiel von Alexandra Popp |
| 44             | 29.06.2019         | 1:2                  | Schweden          | Rennes (FRA)           | Viertelfinale            | |
| 45             | 24.07.2023         | 6:0                  | Marokko           | Melbourne (AUS)        | Vorrunde                 | Erstes Spiel gegen Marokko |
| 46             | 30.07.2023         | 1:2                  | Kolumbien         | Sydney (AUS)           | Vorrunde                 | Erstes Spiel gegen Kolumbien |
| 47             | 03.08.2023         | 1:1                  | Südkorea          | Brisbane (AUS)         | Vorrunde                 | Erstes Spiel gegen Südkorea 100. Länderspiel von Sara Däbritz |

### Bilanz gegen die anderen Weltmeister bei Weltmeisterschaften
- Japan: 4 Spiele – 3 Siege, 1 Niederlage – 6:1 Tore
- Norwegen: 3 Spiele – 1 Sieg, 1 Remis, 1 Niederlage – 4:3 Tore
- Spanien: 1 Spiel – 1 Sieg – 1:0 Tore
- USA: 4 Spiele – 1 Sieg, 3 Niederlagen – 7:10 Tore

### Rekorde

#### Spielerinnen
- Birgit Prinz ist die jüngste Spielerin, die in einem WM-Finale stand: Mit 17 Jahren und 234 Tagen im Finale 1995.
- Erster verwandelter Elfmeter bei einer WM: Bettina Wiegmann am 19. November 1991 in der 10. Minute.[18][19]
- Die meisten verwandelten Elfmeter: Bettina Wiegmann (8)
- Das erste und einzige Golden Goal im Finale bei einer Frauen-WM schoss Nia Künzer im Finale der WM 2003 gegen Schweden zum 2:1 für Deutschland.
- Torhüterin mit den meisten Spielen in Folge ohne Gegentor: Nadine Angerer (6)
- Silvia Neid erzielte am 5. Juni 1995 mit dem 1:0 gegen Japan das 100. WM-Tor, Birgit Prinz vier Tage später mit dem 1:0 (Endstand 6:1) gegen Brasilien das 150. WM-Tor.[20]

##### Torschützenköniginnen
- 2003: Birgit Prinz – 7 Tore
- 2015: Célia Šašić – 6 Tore

##### Goldener Ball
- 2003: Birgit Prinz

##### Goldener Handschuh
- 2003: Silke Rottenberg
- 2007: Nadine Angerer

##### Beste junge Spielerin
- 2019: Giulia Gwinn

#### Mannschaft
- Die meisten erhaltenen Strafstöße: 15 (davon 14 verwandelt)
- Die erste Mannschaft mit 100 Toren – aktuell (129, USA: 142)
- Die meisten Tore pro Spiel: 2,74 (USA: 2,63)
- Die meisten Tore bei 3 Turnieren:
  - 2003: 25
  - 2007: 21
  - 2015: 20
- Die längste Serie ohne Niederlage: 15 Spiele, 2003 bis 2011 – beendet im Viertelfinale 2011
- Die längste Serie an Spielen ohne Gegentreffer: 6 Spiele (2007)
- Einzige Mannschaft mit drei Siegen ohne Gegentreffer in den ersten WM-Spielen.
- Die meisten WM-Spielminuten in Folge ohne Gegentor: 678 Minuten (16. Oktober 2003 – 26. Juni 2011)
- Die meisten Spiele um Weltmeister zu werden: 8 Qualifikations- und sechs Endrundenspiele beim Titelgewinn 2007.
- Zweithöchster WM-Sieg aller Zeiten (Männer und Frauen): Deutschland gegen Argentinien 11:0 (5:0), WM-Vorrunde 2007
- Die meisten Siege in einer Verlängerung: 2 (plus 1× im Elfmeterschießen) von 5 (Brasilien gewann auch 2× in der Verlängerung, aber davon 1× im Elfmeterschießen, die USA gewannen 2× in einer Verlängerung durch Elfmeterschießen und verloren 1× durch Elfmeterschießem)
- Erster Weltmeister, der den Titel verteidigen konnte.
- Erstes Land, das im Land eines ehemaligen Weltmeisters den Titel holen konnte (2003 in den USA)
- Erstes Land, das dreimal im Finale stand
- Die meisten Siege in Folge in der Qualifikation: 26 – 1998 (1:1 gegen die Ukraine) bis 2017 (2:3 gegen Island)
- Die höchsten Siege im Achtelfinale: 2015 gegen Schweden 4:1 und 2019 gegen Nigeria 3:0 (sowie Frankreich gegen Südkorea 2015 und England gegen Kamerun 2019 jeweils 3:0)
- Die höchsten Siege bei drei Turnieren:
  - 2003: Deutschland – Russland 7:1 (Viertelfinale)
  - 2007: Deutschland – Argentinien 11:0 (Vorrunde)
  - 2015: Deutschland – Elfenbeinküste 10:0 (Vorrunde)
- Die meisten Mannschaften (11 von 44) mussten gegen Deutschland ihre oder eine ihrer höchsten WM-Niederlagen hinnehmen. Es folgen die USA (10, dabei gegen Nordkorea zwei höchste Siege, zusammen mit Deutschland) und Norwegen (6)
- Einzige Mannschaft (Frauen und Männer), der zwei zweistellige Siege gelangen.

### Negativrekorde
- Deutschland und Norwegen verloren am häufigsten das Spiel um Platz 3: je zweimal
- Höchste Niederlage im Spiel um Platz 3: 0:4 gegen Schweden (1991)

### Höchste Siege und Niederlagen
Die deutsche Mannschaft erzielte ihre höchsten Siege gegen folgende Länder bei WM-Turnieren:
- Argentinien 11:0 (2007, Vorrunde) – höchste Niederlage Argentiniens
- Brasilien 6:1 (1995, Vorrunde)
- Elfenbeinküste 10:0 (2015, Vorrunde) – erstes Spiel gegen die Elfenbeinküste, höchste Niederlage der Elfenbeinküste
- Marokko 6:0 (2023, Vorrunde) – erstes Spiel gegen Marokko
- Mexiko 6:0 (1999, Vorrunde)
- Nordkorea 3:0 (2007, Viertelfinale) – zudem einmal 3:0 in einem Freundschaftsspiel im Februar 2010
- Südafrika 4:0 (2019, Vorrunde) – bisher einziges Spiel gegen Südafrika
- Taiwan 3:0 (1991, Vorrunde) – bisher einziges Spiel gegen Taiwan
- Thailand 4:0 (2015, Vorrunde) – erstes Spiel gegen Thailand
- Vereinigte Staaten 3:0 (2003, Halbfinale)

Nur gegen drei Länder kassierte die deutsche Mannschaft ihre höchsten Niederlagen bei einem WM-Turnier:
- Japan 0:1 n. V. (2011, Viertelfinale, bisher einzige Niederlage gegen Japan)
- Kolumbien 1:2 (2023, Vorrunde, erstes Spiel gegen Kolumbien)
- Schweden 0:4 (1991, Spiel um Platz 3, eine der beiden zweithöchsten Niederlagen Deutschlands)